# Varvara von Engelhardt
Varvara von Engelhardt (Bila Cerkva, 12 marzo 1757 – Ternopil', 2 maggio 1815) è stata una nobildonna russa.

## Biografia
Era la figlia di Wassily von Engelhardt, e di sua moglie, Yelena Marfa Potëmkina, e quindi la nipote di Grigorij Aleksandrovič Potëmkin.
Venne introdotta alla corte imperiale nel 1775, con le sue sorelle. Si crede che Varvara sia stata la prima delle sorelle a cui Potëmkin rivolse la sua attenzione. La chiama "tesoro", "divina Varyushka", "dolci labbra", "gentile signora". Nel 1777 venne nominata damigella d'onore dall'imperatrice.
La corrispondenza con lo zio cessò contemporaneamente alla sua partenza per il sud e all'amore di Varvara per Sergej Fëdorovič Golicyn. Potëmkin, tuttavia, continuò a proteggerla e le lasciò in eredità un villaggio cosacco e altre proprietà nella Nuova Russia. Quando Potëmkin morì a Jassy, Varvara partecipò al funerale.

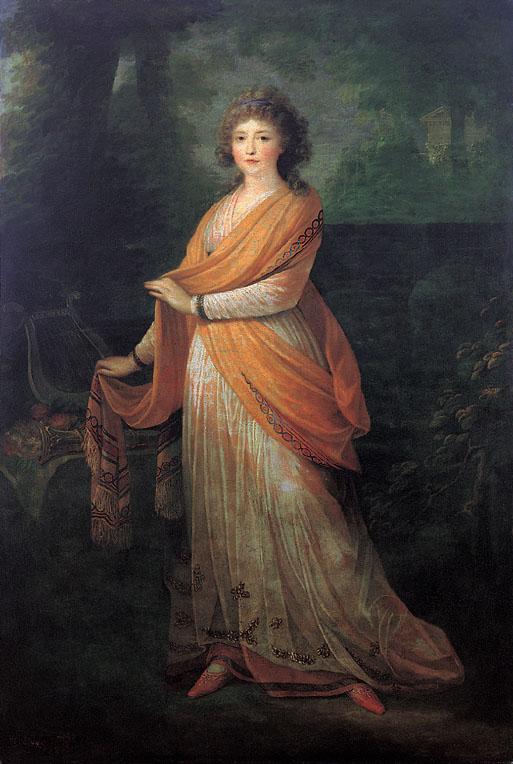
Ritratto di Varvara von Engelhardt, di Heinrich Friedrich Füger.

## Matrimonio
Nel gennaio 1779, sposò il generale di fanteria Sergej Fëdorovič Golicyn (1749-1810). Ebbero dieci figli:
- Grigorij Sergeevič (1779-1848), sposò Ekaterina Ivanovna Sologuba, ebbero nove figli;
- Fëdor Sergeevič (1781-1826);
- Sergej Sergeevič (1783-1833), sposò Natal'ja Stepanovna Apraksina, non ebbero figli;
- Michail Sergeevič (1784-1807)
- Zakhar Sergeevič (1785-1792)
- Nikolaj Sergeevič (1787-1803)
- Pavel Sergeevič (1788-1838)
- Aleksandr Sergeevič (1789-1858)
- Vasilij Sergeevič (1792-1856), sposato con Elena Aleksandrovna Naryškina, non ebbero figli;
- Vladimir Sergeevič (1794-1862), sposò Praskov'ja Nikolaevna Matyunina, ebbero sette figli;

La coppia visse tra San Pietroburgo e nella tenuta Saratov di Zubrilovka ma nel 1804 si stabilì definitivamente a Zubrilovka venendo a Mosca per l'inverno. La loro tenuta di Zubrilovka divenne l'anima di un centro culturale provinciale, tanto che tra i suoi ospiti vi era Derzhavin.
Nel 1800 acquistò 12.000 acri di terra nella provincia di Kherson dalla sorella Aleksandra, trasportò contadini dalla provincia cosacca nel 1801 e fondò il villaggio di Balabanovka.
Alla morte del marito, i loro figli, in una petizione indirizzata al sovrano, espressero il desiderio di trasferire la proprietà al suo pieno controllo, dando a Varvara il diritto di vendere, impegnare, dividere e allocare il reddito della proprietà quando lo riteneva necessario. Ma la principessa, in memoria di suo marito, costruì un ospizio in pietra in stile del tardo classicismo e consegnò l'intera amministrazione a suo figlio Fëdor. Nel luogo in cui Varvara visse nei suoi ultimi anni, i suoi figli eressero una cappella commemorativa a forma di piramide tronca, che è sopravvissuta fino ad oggi.
Anche la sua corrispondenza con un lontano parente, Pavel Sergeevič Potëmkin, il governatore generale di Saratov, è sopravvissuta.

## Morte
Morì il 2 maggio 1815.